# Davide Banini
Davide Banini (Grosseto, 23 marzo 1995) è un hockeista su pista italiano.

## Palmarès

### Club

#### Titoli nazionali
- Coppa Italia: 1

Follonica: 2017-2018
- Supercoppa italiana: 1

Follonica: 2024